# Nagaland

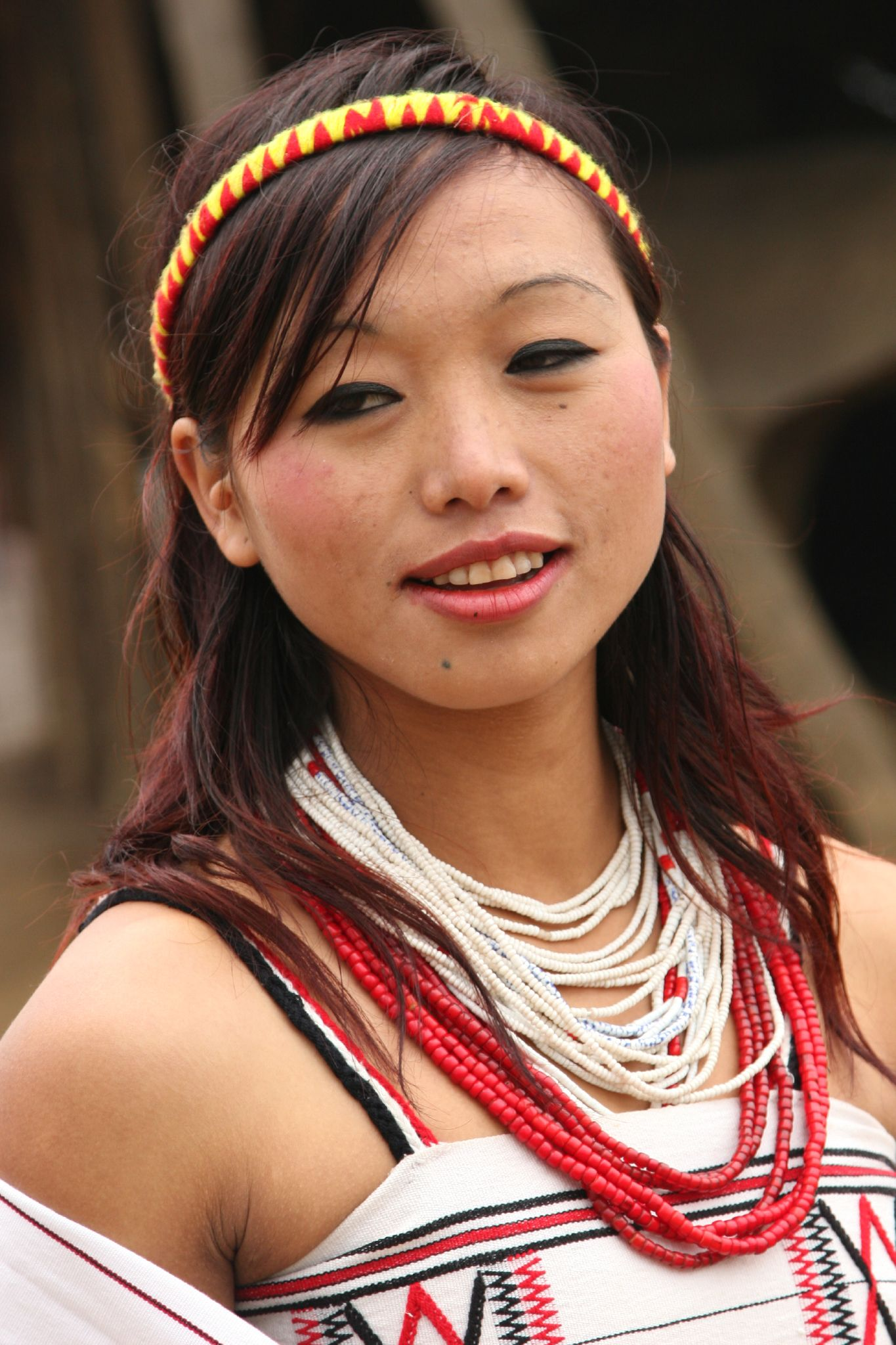
Dona naga del grup Yimchunger al municipi de Kutur

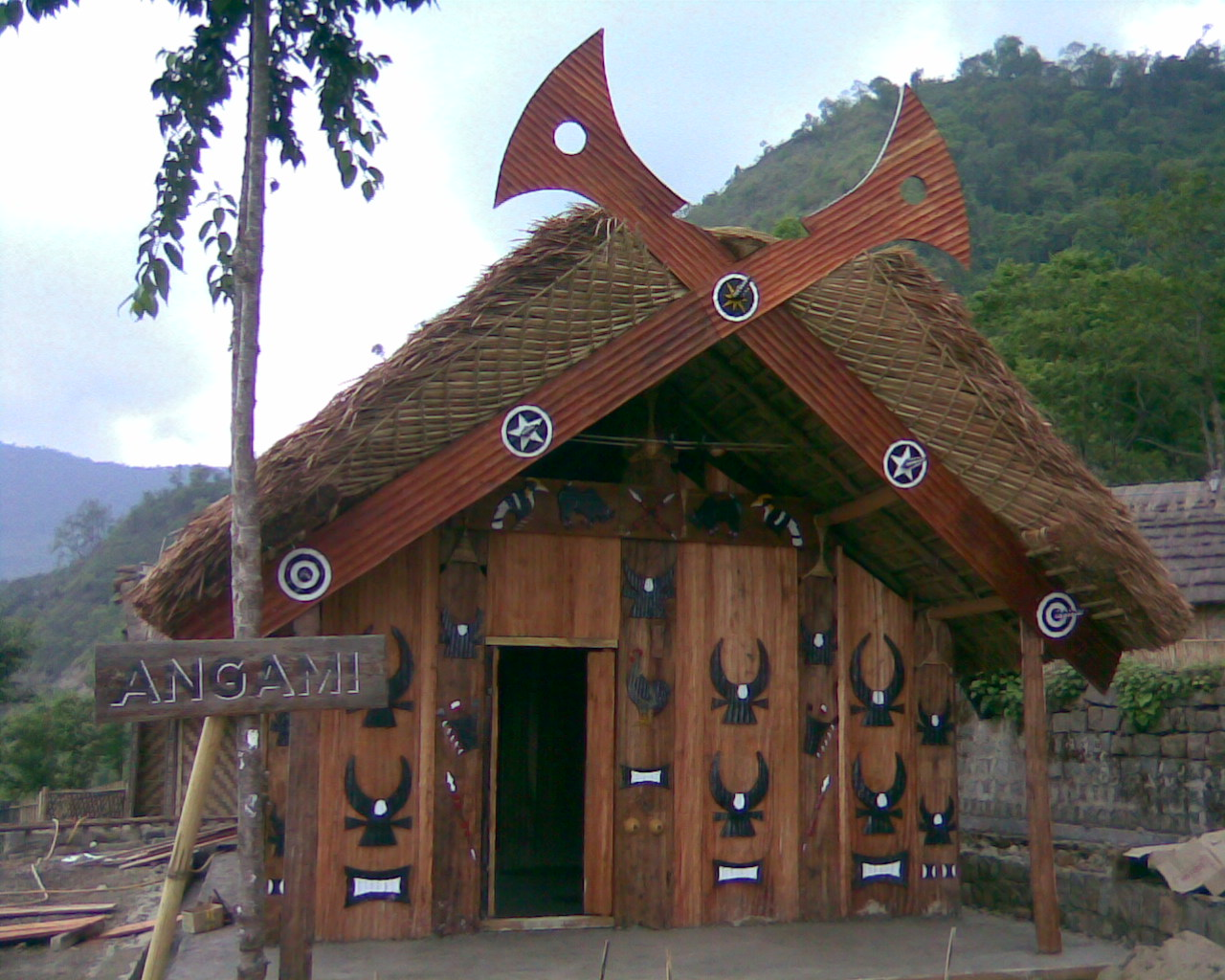
Reconstrucció d'una casa tradicional Naga al Naga Heritage Village a Kohima, capital de Nagaland

Nagaland, en català La Terra dels Naga, és un estat de la Unió Índia que antigament formava part d'Assam. Està situat a la frontera amb Birmània, a l'extrem nord-oriental de l'Índia. La capital és Kohima (78.000 h), però la principal ciutat és Dimapur (107.000 h).

## Descripció
A grans trets es pot dir que hi ha algunes dotzenes de tribus nagues entre l'Índia i Birmània i que només la meitat viuen a l'estat de Nagaland. Cada tribu parla la seva pròpia llengua, totes de la família tibeto-birmana, encara que en la majoria de casos la comprensió mútua no és possible. La lingua franca és l'anomenat nagamès, que és un assamès simplificat gramaticalment. La llengua naga més prestigiosa és l'ao naga, perquè va ser la primera en què es van traduir les Escriptures cristianes, a finals del segle xix. També és la que té més parlants, prop d'un quart de milió. Altres que s'hi acosten són el konyak (una llengua aïllada), l'angami i el sema o sümi. Fins a 1870 tots els nagues eren animistes. Des d'aleshores, la cristianització ha arribat a més del 90% de la població. L'església dominant és la baptista, portada pel primer pastor, l'estat-unidenc doctor Clark, i la seva muller. També hi ha algunes esglésies catòliques en algunes tribus. Entre els nagues no hi ha hindús ni musulmans. El costum que caracteritzava els nagues, la cacera de caps de pobles rivals, fins i tot de la mateixa tribu, va anar quedant arraconat, fins a quedar extingit a mitjan segle xx.

## Dades de la població i del territori
Els principals grups ètnics del país són: 
- Naga (16 tribus): 87%
- Altres: 12%

Quan a la religió: 
- Cristians: 90% (80%+ Baptisme)
- Hinduistes: 4%
- Musulmans: 4%

Nagaland té 16 districtes:
| Districte             | Capital      | Àrea (km²) | Altura (m) | Població total | Població rural | Població urbana | Data de creació |
| --------------------- | ------------ | ---------- | ---------- | -------------- | -------------- | --------------- | --------------- |
| Chümoukedima District | Chümoukedima | 610        | 171        | 125,400        | 81,884         | 43,516          | 2021            |
| Dimapur District      | Dimapur      | 70         | 145        | 170,000        | 0              | 170,000         | 1997            |
| Kiphire District      | Kiphire      | 1,130      | 896        | 74,004         | 57,517         | 16,487          | 2004            |
| Kohima District       | Kohima       | 1,207      | 1,444      | 267,988        | 146,900        | 121,088         | 1957            |
| Longleng District     | Longleng     | 562        | 1,066      | 50,484         | 42,871         | 7,613           | 2004            |
| Mokokchung District   | Mokokchung   | 1,719      | 1,325      | 194,622        | 138,897        | 55,725          | 1957            |
| Mon District          | Mon          | 1,786      | 655        | 250,260        | 215,816        | 34,444          | 1973            |
| Niuland District      | Niuland      | n/a        | 154        | 11,876         | 11,876         | 0               | 2021            |
| Noklak District       | Noklak       | 1,152      |            | 59,300         | 59,300         | 0               | 2017            |
| Peren District        | Peren        | 2,300      | 1,445      | 95,219         | 81,429         | 13,790          | 2004            |
| Phek District         | Phek         | 2,026      | 1,524      | 163,418        | 138,843        | 24,575          | 1973            |
| Shamator District     | Shamator     | n/a        | n/a        | 12,726         | n/a            | n/a             | 2022            |
| Tseminyü District     | Tseminyü     | 256        | 1,261      | 63,629         | 60,766         | 2863            | 2021            |
| Tuensang District     | Tuensang     | 2,536      | 1,371      | 137,296        | 100,522        | 36,774          | 1957            |
| Wokha District        | Wokha        | 1,628      | 1,313      | 166,343        | 131,339        | 35,004          | 1973            |
| Zünheboto District    | Zunheboto    | 1,255      | 1,852      | 140,757        | 113,160        | 27,597          | 1973            |

## Orografia
El país és muntanyós, ple de turons i selves. És format per les Muntanyes Naga i Patkai, i el cim més important és el Saramati (3.826 m). Hi ha nombrosos rierols i rius, tots afluents del Brahmaputra i l'Irawadi.

## Política
Com a Estat de l'Índia, gaudeix d'un cert autogovern controlat per l'Assemblea Naga de 60 membres escollida per sufragi universal cada quatre anys, la qual escull un consell de ministres, i el govern indi hi nomena un governador. Tanmateix, el govern central pot decretar la president rule (govern directe des de Delhi) si ho creu convenient. A més de les autoritats estatals, també hi ha els Setze Consells Tribals.
L'educació es fa principalment en anglès, en assamès o en hindi, i cap de les llengües naga és usada en educació. L'índex d'alfabetització és del 42%, un dels alts de la Unió. Tradicionalment s'han oposat aferrissadament a la imposició de l'hindi o de l'assamès, i adoptaren l'anglès com a llengua administrativa.
Naga Hoho és el cos representatiu dels consells tribals dels naga.

## Moviment nacional
El poble dels naga està format per més de 40 tribus (comunitats). Tradicionalment viuen en ciutats estat independents entre si i amb un consell democràtic, dirigit per un cap.
El 1832 una petita part del territori fou conquerit pels britànics. El 1881 els britànics van ocupar el sud-oest de les terres naga que fou convertit en un districte (Naga Hills) amb capital a Kohima. La resta de les terres naga van romandre de facto independents, però a l'esfera d'influència britànica i van romandre així fins al 1947.
A la primera guerra mundial quatre mil naga van servir com a soldats a França. Després, des del 1919 les lleis de la legislatura de l'Índia Britànica no es van aplicar més al districte de Naga Hills considerat una entitat separada.
El 1929 els caps naga van demanar de recuperar la independència quan els britànics es retiressin de l'Índia. Una revolta independentista dels zeliangrong dirigida per Jaduanang, fou reprimida. Del grup dels 4000 soldats que havien servit a França va sorgir el Club naga creat el 1929.
El Consell Nacional Naga (NNC) fou format el 1945 amb base principalment al Naga Club. Un acord amb els britànics de juny de 1947 va establir la possibilitat d'independència dels naga després d'un període transitori de 10 anys però davant la seguretat que l'assemblea de l'Índia no respectaria l'acord (signat amb els britànics no amb els indis) el Consell Nacional va declarar la independència el 14 d'agost de 1947. Les comunistats assamesa, garo, khasi, lushai (mizo), mikir, abor, mishmi i tangkhul tenien el dret a accedir separadament a la independència si volien.
El juliol de 1948 un dels líders del Consell Nacional, Angami Zapu Phizo, va viatjar a l'Índia per converses i fou detingut però el Consell va romandre en control del país i el 24 de gener de 1950 va informar al govern de l'Índia, a l'ONU i als ambaixadors estrangers, que el País dels naga no acceptava la constitució índia. No obstant l'exèrcit indi va assumir fàcilment el control del país.
L'11 de desembre de 1950 Phizo, que havia estat alliberat, fou elegit president del Consell Nacional i el moviment nacionalista es va accelerar. Es va organitzar un plebiscit nacional que es va fer sota ocupació militar el 16 de maig de 1951 i en el que el 99,98% dels vots eren favorables a la independència. Les eleccions al parlament indi del febrer de 1952 foren boicotejades pels naga (no es va poder trobar ni un sol ètnic naga per dipositar la papereta i únicament ho van fer els soldats i funcionaris indis). Es va iniciar un moviment de desobediència civil, rebutjant el pagament d'impostos i boicotejant les dependencies del govern i les escoles. La repressió policial dels indis fou ferotge.
Els indis van poder subornar a T. Sakhrie, secretari del Consell Nacional, al que van oferir importants càrrecs i diners i el Consell va patir la primera escissió però que no va passar del grupet que havia rebut els diners.

El 1956 India va enviar tropes i va començar una repressió sistemàtica. El 22 de març de 1956 el Consell Nacional va formar el Govern Federal de Nagaland amb un exèrcit propi, i va organitzar mal que bé la resistència. Una constitució fou promulgada. Finalment, després de set anys de lluita, es va arribar a un acord entre la Convenció de Pobles Naga, formada pels politics naga que no participaven en la guerra, i el govern de l'Índia, i es va acordar la creació de l'estat de Nagaland dins la Unió (1 de desembre de 1963). Es va signar una treva amb el Govern Federal de Nagaland el 6 de setembre de 1964, que va durar fins al 1967.

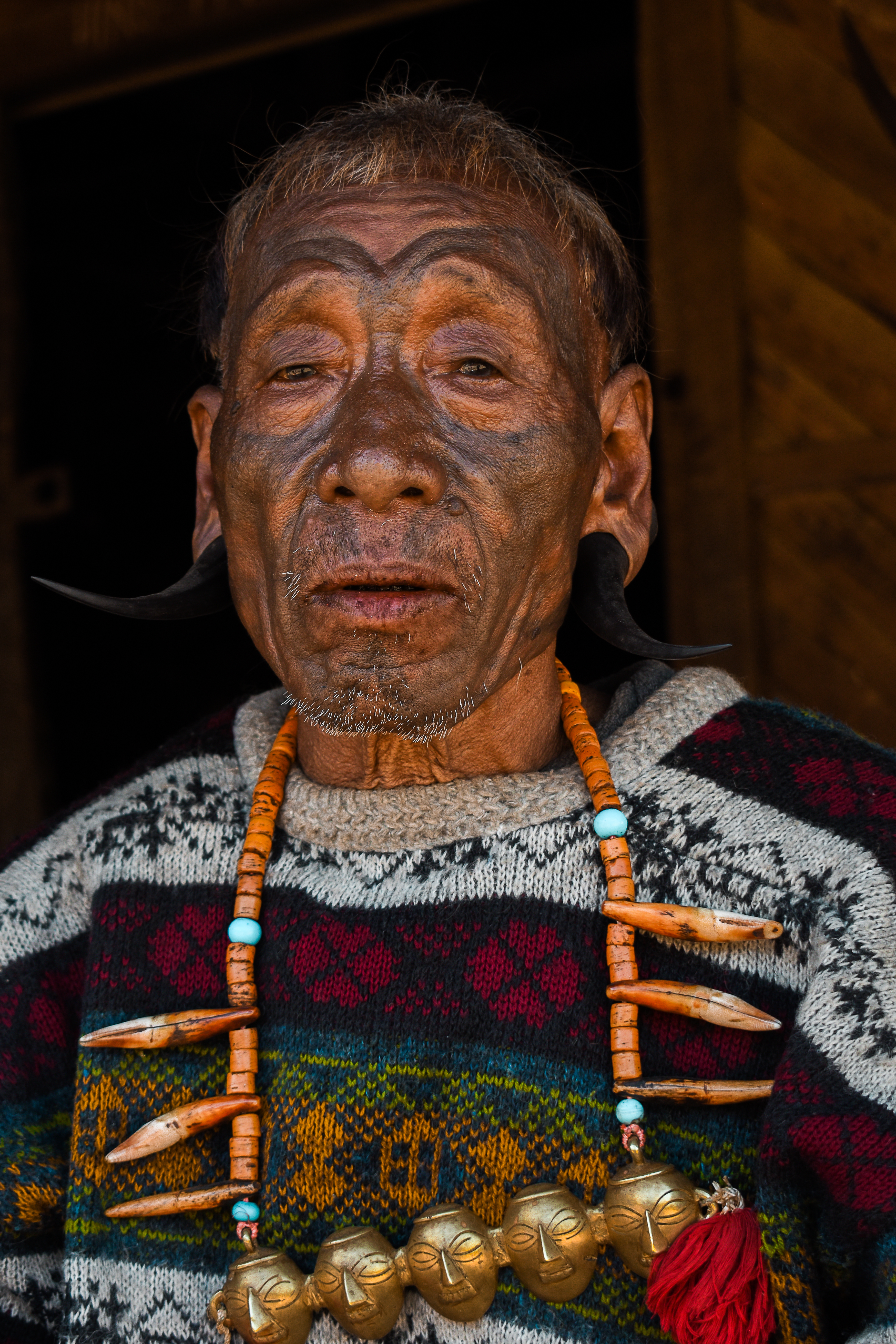
Un caçador de caps al poble de Longwa, Nagaland

En aquestos anys l'Índia va donar suport als kuki que havien quedar dins els límits de l'estat de Nagaland, contra els naga. El 1967 la lluita es va reprendre. El 1968 el general naga Kaito va trencar amb el Govern Federal del Nagaland i el Consell Nacional i va formar l'Exèrcit del Govern de Nagaland, però aviat fou eliminat i el seu moviment es va extingir. El 1969 va trencar el grup de la tribu sumi sota la direcció de Scato Swu i de Sukhai, que uns anys abans foren president i primer ministre respectivament del Govern Federal i en una audaç maniobra del general Zuheto, es van apoderar del president del govern Mhasieu Gozongo i del ministre de l'interior Z. Ramyo, i van formar el Govern Revolucionari de Nagaland (GRN) que demanava converses polítiques.
Bona part de l'exèrcit naga del Govern Federal sota el comandament del general Mowu, fou atret a un parany al Nagaland des de les seves bases a Birmània, i els seus membres foren capturats amb les armes portades des l'estranger. Així el Govern Revolucionari, amb les armes i pràcticament el 70% dels soldats, va iniciar converses i va signar la pau amb l'Índia el 14 d'agost de 1973.
Després del desastre, el Govern Federal pràcticament va desaparèixer políticament (encara que militarment algunes unitats es van mantenir operatives) però el Consell Nacional va romandre com a instrument polític de la nació.
La pau general es va signar per l'acord de Shillong de data 11 de novembre de 1975, que fou rebutjat pels independentistes per mitjà de l'anomenada Assemblea Nacional (un òrgan del Consell nacional) dirigida pel vicepresident Isak Chishi Swu i el secretari Thuingaleng Muivah (de la tribu dels naga tangkhul de Manipur). Però Keviyalley Phizo, germà del president del Consell Nacional Angami Zapu Phizo, va acceptar l'acord i A.Z. no el va desautoritzar i encara enviar un contingent militar contra el campament on eren Isak i Muivah, a l'est de Nagaland.
Políticament el Consell Nacional i el Govern Federal es va dividir en dos grups, el de Phizo i el de Isak-Muivah; el 1978 a les reunions als campaments la política de Phizo fou desautoritzada i Isak i Muivahvan van formar el gener del 1980 el Consell Nacional Socialista de Nagaland (CNSN) i el govern de la República Popular de Nagaland (GRPN), formació a la que es van afegir pràcticament tots els combatents del Consell Nacional i del Govern Federal (la resta estava controlat per l'antic Govern Revolucionari membres del qual van acceptar l'acord però no el cap S.S. Khaplang, de la tribu konyak (homi), que dirigia als combatents orientals i es va unir al Consell).
Uns anys després el Consell Nacional Socialista es va escindir en dos branques quan el vicepresident S.S. Kaplang, que buscava major poder polític, va intentar eliminar a Isak i Muivah. Kaplang es va aliar a l'antic Consell Nacional i va formar l'irganització coneguda per Consell Nacional Socialista de Nagaland-Kaplang (mentre l'alta facció era coneguda per Consell Nacional Socialista de Nagaland-Isak-Muivah).
Les lluites entre faccions van afectar sobretot als feus tradicionals de cada grup a Tuensang i a Mon, on les dues branques van combatre ferotgement fins al punt de què els caps tribals dels Chanh, Yimchunger, Sangtam, Khiammiungan i Phom, que fins llavors col·laboraven amb els nacionalistes, es van declarar en contra i van aturar la col·laboració.
També altres grups naga com la Konyak Union of Nagaland i altres van condemnar la lluita entre els mateixos naga. El 25 de juliol de 1997 el Consell Nacional Socialista de Nagaland-Isak-Muivah va declarar un alto el foc unilateral i incondicional contra l'altra facció i contra les forces índies. L'organització va canviar de nom a Consell Nacional Socialista de Nagalim (nom naga del país naga, incloent també els territoris naga fora de Nagaland, a Manipur, Mizoran, Birmania i Assam). La facció rival es va adherir a l'alto el foc que igualment fou acollit de facto per l'exèrcit indi. Des de llavors hi ha hagut intents d'arribar a un acord de pau definitiu.